# Konnie Huq
Asha Kanaks « Konnie » Huq (née le 17 juillet 1975) est une présentatrice de télévision et écrivaine britannique. Elle est l'animatrice qui a présenté le plus longtemps Blue Peter, du 1er décembre 1997 au 23 janvier 2008. Elle a présenté la série 2010 de The Xtra Factor sur ITV2.

## Biographie

### Famille, débuts

#### Petite enfance et éducation
Konnie est née à Hammersmith, à l'ouest de Londres, de parents musulmans bangladais qui avaient émigré en Angleterre dans les années 1960,. Elle a grandi à Ealing, dans l'ouest de Londres, avec ses deux sœurs aînées, Rupa et Nutun. Elle a fait ses études à la Notting Hill & Ealing High School à Londres et a quitté l'école avec neuf GCSE (certificat de fin d'études) et de très bonnes notes en physique, mathématiques et chimie. Konnie a étudié les sciences grâce à ses notes ; cependant, elle a choisi d'étudier l'économie au Robinson College de Cambridge et est diplômée de l'Université de Cambridge avec mention (niveau 2: 1).

#### Début de carrière
En 1989, à l'âge de 14 ans, Konnie Huq est invitée au Blue Peter pour chanter en solo accompagnée du National Youth Music Theatre. Avant les élections générales de 1992, elle a interviewé le leader travailliste Neil Kinnock pour l'émission pour enfants Newsround. Elle est apparue en tant que candidate sur Blockbusters la même année. Elle est également apparue comme figurante non créditée, jouant une écolière, dans l'épisode I'm Going Slightly Mad de la sitcom de BBC1, 2point4 Children.
Ses premiers pas de présentatrice ont lieu dans une émission de quiz pour enfants sur GMTV, diffusée le samedi matin et intitulée Eat Your Words entre 1994 et 1996. Elle a été assistée par Mark Speight avant que Simon Parkin ne prenne le relais. En 1997, plusieurs mois avant de rejoindre Blue Peter, Konnie Huq a présenté le programme pour enfants du matin de Channel Five, Milkshake!, [réf. nécessaire] tout en travaillant comme assistante éditoriale pour le magazine Total Sport, qui n'existe plus aujourd'hui[réf. nécessaire].

### Carrière

#### Blue Peter
Konnie a présenté le programme de télévision pour enfants de la BBC Blue Peter à partir du 1er décembre 1997,. Au début de son contrat en tant que présentatrice, elle s'est rendue au Bangladesh pour parler à des membres de sa famille élargie qu'elle n'avait pas vus depuis de nombreuses années. Dans l'émission Summer Expedition de 2004 en Inde, Konnie Huq a tenu un petit rôle dans le film de Bollywood Musafir (2004) et a pu danser aux côtés de ses idoles,. Pour le programme à succès de 2004 Welcome Home, elle s'est rendue en Angola dans l'espoir de réunir des enfants avec leurs familles, dont ils avaient été séparés en raison de la guerre. En 2008, lors de sa dernière émission, elle a battu un record du monde Guinness en épinglant 17 badges Blue Peter sur le maillot de son confrère Andy Akinwolere en une minute.
En mars 2007, elle s'est excusée auprès des téléspectateurs après qu'un concours sur l'émission ait été truqué, déclarant : « Nous aimerions nous excuser parce que lorsque cette erreur s'est produite, nous vous avons laissé tomber ». Elle a expliqué plus tard que cet événement avait contribué à sa décision de quitter le programme[réf. nécessaire].
Le 31 mai 2007, Konnie Huq a annoncé son intention de quitter Blue Peter. Le 22 janvier 2008, elle a présenté l'émission pour la dernière fois, avec un clip montrant ses moments forts au cours des dix années qu'elle a passées à la tête de l'émission. Elle est la troisième personnalité de Blue Peter à avoir animé le plus longtemps l'émission mais aussi la première femme, battant ainsi le record de Valerie Singleton le 1er octobre 2007.

#### Xtra Factor
Konnie Huq a présenté la septième saison de The Xtra Factor sur ITV2, remplaçant ainsi Holly Willoughby qui n'a pas pu assurer ce rôle en raison de sa participation à This Morning.

#### Autres
Entre 2002 et 2004, Konnie Huq a co-présenté le Top 40 britannique de CBBC Channel.
Début 2003, elle a été brièvement présentatrice de Top of the Pops,. Elle a présenté la couverture de la Fashion Week de New York de l'émission ''LK Today sur GMTV pendant la semaine du 10 septembre 2007. En juin 2007, elle a été invitée à participer à la série télévisée comique 8 chats sur 10.
En décembre 2007, Konnie Huq est apparue dans une version célébrités de Ready Steady Cook avec son co-présentateur de Blue Peter Andy Akinwolere, et a également joué une domestique (également appelé Konnie, nom de famille inconnu) dans le dernier épisode de la deuxième saison de Robin Hood. Toujours en 2007, elle a commencé à présenter l'émission London Talking, une émission de débat politique sur ITV1 London aux côtés de Vanessa Feltz et Nick Ferrari.
Elle a également co-présenté une partie de l'émission hebdomadaire Your News pour BBC News en 2008. Le 14 avril 2008, Konnie a été vue au zoo de Colchester pour le tournage de la troisième saison de l'émission Days Zoo Days, diffusée sur Channel 5 à partir de juin 2008. Toujours en 2008, elle a présenté la Red Bull Air Race avec Dougie Anderson pour Channel 4.
Konnie est apparue aux côtés de son futur mari, Charlie Brooker, dans son émission de critique satirique Screenwipe en décembre 2008 sur BBC Four. Elle y a présenté une parodie de documentaire intitulé Great British Wee de Konnie, dans laquelle elle prétendait être en mission pour lutter contre la parurésie chez les hommes. Konnie Huq est apparue aux côtés de Charles Kennedy sur This Week le 18 décembre 2008. Elle est aussi apparue dans l'épisode The Big Freeze de la série de CBBC intitulée MIHigh jouant son propre rôle. L'épisode est diffusé le 22 janvier 2007,.
Elle a également joué son propre rôle dans l'épisode Golden Lady de la série télévisée FM en mars 2009.
Elle a présenté le Guinness World Records Smashed avec Steve Jones le dimanche à 18h sur Sky1 ; elle s'est elle-même essayée à tenter certains records, dont le moonwalk et le trampoline. Le 15 mai 2009, Konnie Huq a commencé à présenter l'émission de divertissement Hannah-Oke sur The Disney Channel avec Duncan James.
En décembre 2009, Konnie Huq a remporté le prix de la meilleure étoile montante Angel du scénario au Festival international du film de Monaco pour la nouvelle Ahmed et Mildred,. En mars 2014, Ahmed et Mildred a été sélectionnée pour recevoir un financement de Film London.
En février 2011, elle est apparue dans un épisode du programme documentaire ITV2 Under Pressure, où elle a tenté d'apprendre à devenir rappeuse.
Elle a co-écrit, avec son mari Charlie Brooker, le deuxième épisode de la série d'anthologie Black Mirror, diffusée sur Channel 4, intitulé Fifteen Million Merits. L'épisode a reçu un accueil critique positif.
Pendant deux ans, Konnie Huq a présenté Live from Stratford upon Avon de la Royal Shakespeare Company, un projet Web visant à montrer des productions théâtrales dans les écoles. En juillet 2012, le projet a retransmis en ligne une performance de I Cinna (The Poet). En novembre 2013, un enregistrement de la production du Globe Theatre de Richard II a été montré dans 3 000 écoles. Les performances ont été suivies d'une séance de questions-réponses animée par Konnie.
Le 14 octobre 2014, Konnie Huq était l'une des conférencières célébrant la journée Ada Lovelace à la Royal Institution.
Le 29 juin 2016, elle a accueilli VOOM 2016 pour Virgin Media Business,.
En 2019, Konnie Huq est apparue dans la série Good Omens adaptée du roman écrit par Neil Gaiman et feu Terry Pratchett.

#### Radio
Le 15 septembre 2006, elle est devenue l'une des présentatrices de The Tube avec Tony Wilson, Alex James et Emily Rose sur Channel 4 Radio en collaboration avec la société de production UKoneFM. La première édition a été diffusée le 3 novembre 2006. Konnie Huq a fait ses débuts en tant que chroniqueuse sur BBC Asian Network en septembre 2007 dans une série de documentaires sur une émission d'actualité radiophonique appelée Asian Network Report. En 2013, elle a participé à la série Great Lives of Radio 4, en nommant Ada Lovelace.

## Incident de la flamme olympique
Le 6 avril 2008, elle a participé à l'étape londonienne du relais de la flamme des Jeux olympiques d'été de 2008 lors de son voyage vers Pékin, en Chine, en tant que l'un des quatre-vingts porteurs de flambeau. À Ladbroke Grove, un manifestant a tenté de lui prendre le flambeau alors qu'elle s'apprêtait à le remettre au coureur suivant. Elle n'a pas été blessée dans l'incident. La police a mis le manifestant à terre et l'a arrêté. Elle a cependant exprimé son inquiétude à propos des gardes du flambeau chinois, disant : « Ils étaient très robotiques, très occupés, et en fait je les ai vus avoir des accrochages avec notre propre police et les autorités olympiques avant notre étape du relais ».
Plus tard dans la journée, sur BBC News, elle a défendu sa décision de porter la flamme, affirmant qu'elle « avait fait le relais parce que je crois aux valeurs olympiques, aux idéaux, je pense que le sport à l'échelle mondiale est une chose brillante, qu'il transcende la culture, la race et l'argent », malgré ce qu'elle estime être « le très mauvais bilan de la Chine en matière de droits de l'homme ».

## Œuvres caritatives
Konnie est actuellement [Quand ?] l'une des celébrités ambassadrices de la Croix-Rouge britannique pour laquelle elle a enregistré la vidéo If I had HIV, would you kiss me? dans le cadre d'une campagne contre la stigmatisation des personnes vivant avec le VIH.
En 2005, elle a participé à l'émissions spéciale de BBC One Comic Relief Does Fame Academy. Elle a été la troisième candidate à être élue après son interprétation de Kids in America de Kim Wilde,. Elle s'est également rendue en Ouganda et a rencontré des enfants orphelins, au nom de Comic Relief.
En 2008, Konnie s'est rendue en Afghanistan avec l'association caritative Afghanaid pour filmer une émission de la BBC, Lifelines, qui a été diffusée le 21 septembre. Elle était aussi ambassadrice du Gold Challenge, un challenge ouvert au public qui faisait partie du programme officiel associé aux Jeux olympiques de Londres 2012,.

## Vie privée
Elle a soutenu le Parti travailliste lors des élections générales de 2010. Sa sœur, Rupa Huq, a été élue députée travailliste de la circonscription de Ealing Central et d'Acton aux élections générales de 2015.
Le 26 juillet 2010, Konnie a épousé l'écrivain satiriste Charlie Brooker à la Little White Wedding Chapel à Las Vegas après une relation de neuf mois,. Ils ont deux fils Elle a évoqué avec franchise le fait de concilier sa carrière avec la maternité, expliquant avoir pris du recul par rapport à la télévision pour se concentrer sur ses enfants.

## Bilan

### Émissions de TV
- 2016 : Présentatrice de The One Show, sur BBC
- 2015 : Présentatrice de King of the Nerds
- 2013 : Journaliste invitée de Daybreak (en)
- 2012 : Journaliste invitée de This Week (en)
- 2012 : Célébrité arnaqueuse dans The Real Hustle: Celebrity Chancers
- 2012 : Candidate, en binôme avec Keith Duffy, dans Blockbusters (en)
- 2012 : Candidate, en binôme avec Angellica Bell, dans Pointless spécial célébrités
- 2011 : Panéliste invitée dans Would I Lie to You?
- 2011 : Journaliste de Lonely Planet
- 2010 : Candidate, saison 1 dans 71 Degrees North
- 2010 : Journaliste invitée de This Week (en)
- 2010 : Présentatrice de Shocked Britain
- 2010 : Journaliste invitée de The Archive Hour: Open Sesame
- 2010 : Présentatrice de The Xtra Factor saison 7
- 2009 : Panéliste de la semaine dans The Wright Stuff
- 2009 : Journaliste invitée de The Daily Politics
- 2009 : Candidate célébrité dans Jack Osbourne: Adrenaline Junkie
- 2009 : Journaliste de Noel's HQ
- 2009 : Présentatrice avec Steve Jones de Guinness World Records Smashed
- 2009 : Présentatrice avec Duncan James de Hannah-Oke
- 2009 : Panéliste dans I'm a Celebrity...Get Me Out of Here!
- 2008 – 2009 : Présentatrice de l'édition Colchester de Zoo Days
- 2008 : Célébrité invitée dans Al Murray's Happy Hour
- 2008 : Présentatrice avec Laura Jones, Manish Bhasin et Adam Parsons deYour News
- 2008 : Présentatrice avec Nigel Clarke de UK School Games
- 2008 : Présentatrice de la parodie de Charlie Brooker's Screenwipe (épisode 4 'Konnie's Great British Wee')
- 2008 : Candidate dans Are You Smarter Than A 10 Year Old?
- 2008 : The Weakest Link (en), candidate dans l'émission spéciale Blue Peter
- 2008 : Présentatrice de When Beauty Goes Wrong
- 2007 : New York Fashion Week : Main presenter for GMTV coverage and Nick Ferrari
- 2007 : 8 Out of 10 Cats : candidate
- 2005 : Candidate (arrivée 3e) Comic Relief Does Fame Academy
- 1997-2008 : Présentatrice de Blue Peter
- 1997 : The Mag : présentatrice de l'émission pour enfants de Channel 5
- 1997 : Présentatrice avec Lucy Alexander de Milkshake!
- 1993 : Présentatrice avec Simon Parkin de Eat Your Words
- 1992 : Candidate dans Blockbusters (en)
- 1991 : Présentatrice de TVFM

### Filmographie
- 2019 : Good Omens : Pam
- 2013 : A Touch of Cloth Series II : elle-même
- 2007 : Robin Hood : A servant called Konnie
- 2007 : M.I.High : personnage mineur
- 2007 : The Sarah Jane Adventures : apparition (cameo)
- 2002–2004 : UK Top 40 : présentatrice principale avec Adrian Dickson
- 1992 : 2point4 Children : Extra

### Radio
- 2017 : Interviews Podcast avec Tom Fletcher[63], Harriet Harman[64], Jo Nesbo[65] et Carlo Rovelli[66] dans The Penguin Podcast
- 2016 : Interviews Podcast avec James Oswald[67] dans The Penguin Podcast
- 2010 : Présentatrice de Mind Your Language
- 2006 : Présentatrice aux côtés de Tony Wilson, Alex James et Emily Rose dans The Tube